# Пирс (округ, Вашингтон)
Округ Пирс (англ. Pierce County) — округ штата Вашингтон, США. Население округа на 2010 год составляло 795 225 человек. Административный центр округа — город Такома.

## История
Округ Пирс основан в 1852 году.

## География
Округ занимает площадь 4340,8 км².

## Демография
Согласно переписи населения 2010 года о округе насчитывалось 795 225 человек.
Согласно переписи населения 2000 года, в округе Пирс проживало 700 820 человек (данные Бюро переписи населения США). Плотность населения составляла 161.4 человек на квадратный километр.